# Bundesverband der Freien Musikschulen
Der Bundesverband der Freien Musikschulen ist ein eingetragener Verein mit Sitz in Berlin.
Im Jahr 2019 sind im Verband über 400 Mitgliedsschulen als ordentliche Mitglieder organisiert. Damit ist der Verband die größte Interessenvertretung von freien und privaten Musikschulen in Deutschland. Der Verband ist Mitglied im Deutschen Musikrat. In acht Bundesländern bestehen Landesverbände.

## Organisation
Oberstes Organ ist die Bundesversammlung. Sie setzt sich  aus den Delegierten der Landesverbände und der Landesgruppen sowie dem engeren Vorstand zusammen. Dem Bundesverband der Freien Musikschulen gehören 4 Landesverbände an:
- Landesverband Bayern[4]
- Landesverband Niedersachsen-Bremen[5]
- Landesverband Rheinland-Pfalz
- Mitteldeutscher Verband freier Musikschulen (für Sachsen, Sachsen-Anhalt, Thüringen)[6]

## Geschichte
Gegründet wurde der Verband am 19. März 1997 in Erfurt. Am 26. Mai 1997 erfolgte die Eintragung in das Vereinsregister in Erfurt. Die Gemeinnützigkeit des Vereins wurde am 8. September 1997 anerkannt. Seit dem 28. September 1997 führt der Verband den  Namen „Bundesverband Deutscher Privatmusikschulen (bdpm) e.V.“ 
Nach einem vollständigen Wechsel des Gründungs-Vorstands wurde die Bundesgeschäftsstelle am 8. Januar 2000 nach Göttingen verlegt, wo die Grundlagen gelegt wurden und die Aufbauarbeit geschah. Unter dem Vorsitzenden Peter Thies (Oberhausen) und der Geschäftsführerin Christine Büttner (Göttingen) wurden die Landesverbände gegründet. 
Im Jahr 2004 wurde der Verband in den Deutschen Musikrat aufgenommen. Seit Juli 2016 trägt der Verband den heutigen Namen. Die Bundesgeschäftsstelle befindet sich in Berlin.

## Ziele und Arbeit des Verbandes
Das Zertifikat "Zertifizierte Musikschule im bdfm" soll die musikpädagogische Qualifikation aller Lehrkräfte an einer zertifizierten Schule und eine angemessene, lernfördernde Ausstattung belegen. Der Verband will die Interessen von Schülern und Lehrern sowie den Trägern der angeschlossenen Einrichtungen vertreten. Der Verband hat das Ziel, das Musikleben zu fördern und organisiert Jugendmusikfeste, Konzerte und Musikwettbewerbe, sowie Fort- und Weiterbildungsangebote für Musikpädagogen. Des Weiteren ist der bdfm auf der alljährlichen Musikmesse in Frankfurt am Main vertreten und richtet alle 2 Jahre einen Kongress an wechselnden Austragungsorten aus.
Im September 2008 veröffentlichte der Verband die "Göttinger Erklärung" als richtungsweisend für die eigene Arbeit.

## Sozialfonds Kids Love Music
Der Bundesverband der Freien Musikschulen unterstützt mit den Mitteln des Sozialfonds Kids love Music Kinder und Jugendliche finanziell benachteiligter Eltern. Durch die Bezuschussung von Unterrichtsgebühren sichert der Verband eine dauerhafte qualitätsgesicherte Musikausbildung.